# Joplin (Missouri)
Joplin  város az amerikai Missouri államban, Jasper és Newton megyékben. Joplin Jasper megye legnagyobb városa, de nem a megyeszékhelye. A 2010-es népszámláláskor 50 150 lakosa volt.

## Nevének eredete
Nevét egy korai telepeséről Harris Joplinról, a térség első metodista gyülekezetének alapítójáról kapta.

## Története
Joplin 1873-ban alakult, egy itteni patak völgyében, ahol nagy mennyiségű ásványi anyagot; ólmot és cinket találtak a polgárháború előtt. Jelentős cinkbányászati központ lett. A város gyors gazdasági növekedésének mozgatórugója az idáig kiépített vasúti vonalak voltak, melyek Joplint a Missouri délnyugati központjává tették, majd hamarosan a világ ólom és cink bányászatának fővárosaként említették.
A város gazdaságának növekedése a második világháború után megtorpant, amikor az ásványok ára összeomlott.
A kiterjedt mély és felszíni bányászat eredményeként Joplint külszíni bányák és bányaaknák tarkítják. A bányászatból kifolyólag sok meddő csúfítja a tájat. A külszíni bányák sok veszélyt is rejtenek. A bányák Joplin fő részét, közel 75%-át aláásta, a bányászat, néhány bányaakna jóval több mint 100 láb (30 m) mély. Sok bányaakna be is omlott.
Az itteni bányászat és a geológia történetét a Joplinban működő ásványmúzeumban lehet megtekinteni.

## Népesség
| 2010 | 50 150 |
| 2020 | 51 762 |

## 20. század

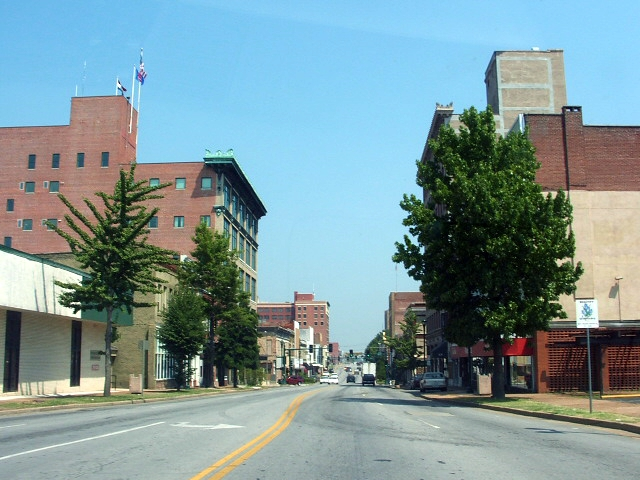
Joplin

Joplin a 20. század elejére már virágzó várossá nőtte ki magát. 1902-ben megépült a Carnegie Könyvtár.  1930-ban a nagy kereskedelmi Electric Theater-ben pedig felépült a filmpalota, melyet később megvásárolt és átnevezett a Fox Theatres mozilánc.
Autópályák, teherszállító vonalak épültek, melyek nyomán számos gyár és üzem települt a városba és a környékre mint a CFI, Eagle-Picher Industries, TAMKO Building Products, az AT&T telekommunikációs vállalat és FAG csapágygyár, a Leggett & Platt (Fortune 500).
A várost szolgálja a Joplin Regional Airport repülőtér is, mely Webb város közelében található.
A közeli két főútnak és a számos rendezvény és sportlétesítménynek köszönhetően és a konferenciák és rendezvények lebonyolítására alkalmas helyek vonzzák az utazókat. Joplin közel 2500 szállodai szobát kínál, a többség egy 1/4 mérföldes területen belül található. 30.000 négyzetméteres (2.800 m2) John Q. Hammons kereskedelmi központ, amely nagy rendezvények megtartására szolgál.
Minden júniusban Joplin ad otthont a félmaratoni, 5k-es gyermekek távon megrendezésre kerülő Boomtown Run futóversenynek, mely az egész ország területéről vonzza a futókat.